# Абд аль-Кадир аль-Мараги
Абд аль-Ка́дир ибн Гайби́ Ха́физ Мараги́ (перс. عبدالقادر بن غیبی حافظ مراغی‎, азерб. عبدالقادر مراغی, Әbdülqadir Maraği [Абдулгадир Мараги]) (1353—1435) — персидский
музыкант и теоретик музыки тюркского происхождения, родом из исторической области Азербайджан. Аль-Мараги наряду с Сафиаддином Урмави внёс огромный вклад в теоретическое исследование музыкальной культуры Азербайджана (исторический регион северного Ирана). Был придворным музыкантом багдадских халифов, служил при дворе Тамерлана в Самарканде. В ряде трактатов (начало XV в.) дал теоретическое изложение системы 24-х ладов, описания форм и жанров, а также многих музыкальных инструментов своего времени. Хоть и родным языком аль-Мараги был азербайджанский, за исключением нескольких тюркских стихов, все произведения написал на персидском.

## Биография
Родился в 1353 году в Мараге. Согласно этномузыкологу и рецензенту «Большой российской энциклопедии» М. В. Есиповой — тюркского происхождения. Отец Абд аль-Кадира, Мавлана Гайби был образованным и уважаемым в городе человеком. Он заметил ранние способности сына и решил обучить его. В четыре года аль-Мараги читал наизусть Коран, в 8 лет — овладел грамматикой, в 10-летнем возрасте ходил с отцом на меджлисы учёных мужей и шейхов, где искусно исполнял сложные музыкальные произведения. Аль-Мараги также сочинял поэтические произведения, владел каллиграфией, «а по письму на камне ему не было равного и подобного». Живший в XV век Мухаммад Исфизари утверждает, что аль-Мараги обладал тремя талантами — музыканта, художника-каллиграфа и поэта. Он писал о нём:
«...а по письму на камне ему не было равного и подобного» 

### Во время джелаиридов
В начале 1370-х годов Абд аль-Кадир аль-Мараги участвует в меджлисах правителя — султана Увейса Джалаира. Получил в жёны дочь Хаджи Ризваншаха ибн Заки ат-Тебризи за сочинение музыкальных произведений (цикла мугамов).

### Во время тимуридов
Во время походов Тамерлана аль-Мараги в 1393 году, как и многие другие искусные мастера и художники был угнан в Самарканд. В центре Мавераннахра музыкант также пользовался большой славой. В «Фирмане» (указе) Тамерлана (1397 год) аль-Мараги назван «падишахом всех знатоков музыки». Абд аль-Кадир возвращается в Тебриз. Но вскоре, в связи с тяжёлой обстановкой при дворе Миран-шаха, известного своими кровавыми расправами над поэтами того периода, он вынужден бежать в Багдад, где Тамерлан приговорил его, как приближённого Миран-шаха к смертной казни. Однако отменил свой приговор, впечатлённый прекрасным голосом аль-Мараги и его мастерским чтением суры из Корана. Аль-Мараги снова стал придворным музыкантом Тамерлана.

### Работа над теоретическими трудами
В начале XV века в Мавераннахре и Хорасане учёный работает над теоретическими трудами, в которых подытожил свой богатый опыт. Аль-Мараги в период с 1405 года по 1413 год работает над большим трактатом «Джами аль-альхан» («Собрание мелодий»).
В 1415 году в Герате аль-Мараги написал второй вариант трактата «Джами аль-альхан». Именно в нём мугам (макам) как термин и понятие впервые получает обстоятельную научную разработку. Как теоретик, аль-Мараги изучал, прежде всего, сложнейшую проблему мугамных (макамных) ладов. Он зафиксировал усложнение профессионального музыкального искусства, детально описав 24 шобе — ладовых звукорядов, производных от базовых мугамов (макамов).
Аль-Мараги также осветил тему о способах сопровождения мелодии на щипковых плекторных инструментах, о различных способах удара плектра, а также своеобразного вибрато — «натирания» (малеш) звука как исполнительского приёма для извлечения микроинтервала в 1/4 тона («ирха»).
В трактатах аль-Мараги также выявляет своеобразные черты искусства того или иного народа.
В научных трудах о музыкальных инструментах и музыкальных жанрах раскрывает специфику ашугского искусства — искусства озанов, бахши, бакси, представлявших культуру тюркоязычных народов. Главный инструмент ашугов — «гопуз» Рума (Малая Азия), «гопуз озанов» (Азербайджан), «шидиргу» — инструмент, распространённый среди тюркских бахши Хята (Восточный Туркестан).
Аль-Мараги выявляет общую для гопуза озанов и шидиргу своеобразную квартово-секундовую основу с ашугским сазом, обосновав связь современного саза с его прототипом — гопузом известного тюркского эпоса «Китаби Деде Коркута».
Выделяет 9 основных ладов музыки, исполняемой тюркскими певцами-сказителями. Описывает такие смычковые инструменты как кяманча, гиджак, щипковые танбур, рубаб.
Абд аль-Кадир аль-Мараги в своих последних стихах отразил и свежесть чувств и надежда на признание потомков:

Хотя и стар я, но сердце моё молодо,

Та же пылкость в голове и в сердце — огонь.

Хотя и в старости веду себя я молодо

И рассыпаю (не жалея) жемчуга своих напевов,

Но мои творения, как память (обо мне),

Останутся до конца света.
Творчество аль-Мараги привлекло внимание многих западно-европейских музыковедов, в том числе Рафаэля Г. Кизеветтера, Генри Дж. Фармера и др. Английский учёный-востоковед Генри Д. Фармер назвал его «последним классиком средневековой науки о музыке». Некоторые рукописи аль-Мараги хранятся в музее Топкапы и библиотеках Нур-Османие (Турция), Мешхеда (Иран), Оксфордского университета (Великобритания)

## Потомки
Научные изыскания в области музыковедения продолжил его младший сын — Абд аль-Азиз. Он переехал в Стамбул, где служил придворным музыкантом у османского султана Мехмеда II Завоевателя. По заказу султана Абд аль-Азиз Мараги написал научный трактат «Накават аль-адвар» (перс. نقاوة الأدوار‎). Сын Абд аль-Азиза аль-Мараги — Махмуд Мараги также продолжил дело своего великого деда и служил при дворе султана Сулеймана I Великолепного.

## Известные трактаты
- «Джами аль-альхан»[перс.] (перс. جامع الألحان‎ — «Собрание мелодий»)
- «Макасид аль-альхан» (перс. مقاصد الألحان‎ — «Назначение мелодий»)
- «Шарх аль-адвар» (перс. شرح الأدوار‎ — «Комментарий к [Книге музыкальных] модусов»)